# Giga a due

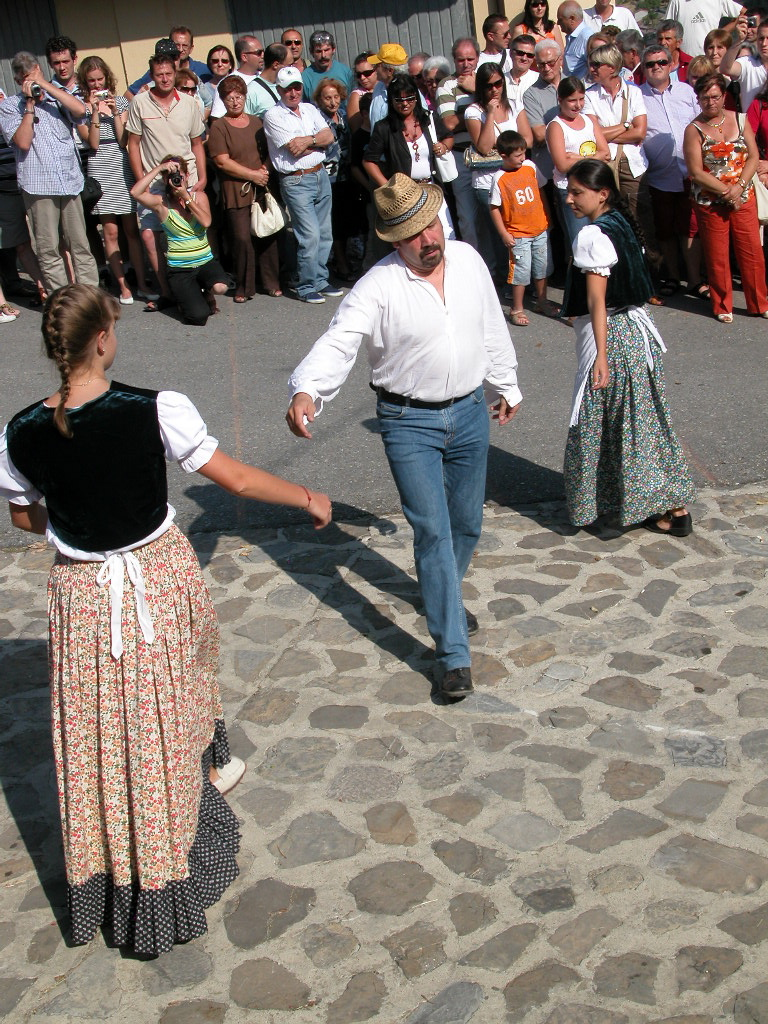
Giga a due

La giga a due è un'antica danza delle Quattro Province.
La giga a due deve il suo nome alla peculiarità di essere eseguita da un cavaliere e due dame.
È una danza a coreografia fissa, con piccole varianti locali ma sostanzialmente conosciuta con uno stesso schema su tutto il territorio delle Quattro Province.

## Tradizione
È un ballo a richiesta; un tempo, quando i balli erano a pagamento, un ballerino chiedeva ai suonatori una giga ed il ballo era suo, cioè lo faceva con le donne che aveva invitato e tutti i presenti rimanevano a guardarli. Lo scopo era di mostrare la propria bravura e mostrare le belle ragazze che acconsentivano al ballo.
Se non venivano chieste gighe la serata passava senza che i suonatori ne eseguissero. Oggi, dove tutti vogliono ballare tutto, e dove l'importanza della comunità è scemata si assiste all'esecuzione di gighe dove terzetti di ballerini incolonnati riempiono tutta la sala.
Come tutte le danze di questa zona viene suonata da una coppia di suonatori con piffero e fisarmonica ed eseguita col tipico passo delle Quattro Province.
Come quasi tutti i balli coreografici e di cerchio di questa zona, la giga a due è composta da 3 coppie di balletti.

## Audio
Ascolta la giga a due 

## Schema della danza
Il terzetto, col cavaliere al centro che tiene per mano le dame, si dispone su una linea di fronte ai musicisti.
La danza inizia con il saluto ai musicisti; si avanza con quattro passi. 
Si ritorna alla posizione iniziale con quattro passi indietro di tutto il terzetto. 
Il cavaliere si gira verso la dama di sinistra per un balletto, in posizione frontale e distaccata con le mani sui fianchi o dietro la schiena.
Finito il primo balletto il cavaliere fa girare la dama di sinistra sul posto, dandogli il braccio destro, e cambia posto per il balletto con la dama di destra. 
Il cavaliere esegue il secondo balletto con la dama di destra.
Finito il balletto il cavaliere fa girare la dama di destra sul posto, dandogli il braccio destro, e cambia posto per prepararsi al giro di braccia. 

Inizia il giro di braccia. Il cavaliere, dando il braccio sinistro alla dama di sinistra, disegna una figura a forma di otto passando per il punto 1, per il punto 2, fa girare sul posto la dama di destra dandole il braccio destro, ripassa per il punto 1, fa girare la dama di sinistra dandole il braccio sinistro e termina l'otto fermandosi davanti alla dama di destra.
Il cavaliere esegue il terzo balletto con la dama di destra.
Finito il balletto il cavaliere fa girare la dama di destra sul posto, dandogli il braccio destro, e cambia posto per il balletto con la dama di sinistra. 
Il cavaliere esegue il quarto balletto con la dama di sinistra.
Finito il balletto il cavaliere fa girare la dama di sinistra sul posto, dandogli il braccio destro, e cambia posto per prepararsi al giro di braccia. 

Inizia il giro di braccia. Il cavaliere, dando il braccio sinistro alla dama di destra, disegna una figura a forma di otto passando per il punto 1, per il punto 2, fa girare sul posto la dama di sinistra dandole il braccio destro, ripassa per il punto 1, fa girare la dama di destra dandole il braccio sinistro e termina l'otto fermandosi davanti alla dama di sinistra.
Il cavaliere esegue il quinto ed ultimo balletto con la dama di sinistra.
Il cavaliere prende entrambe le dame per mano, il terzetto si dispone sulla linea di partenza, di fronte ai musicisti, per il balletto comune. Quando la musica cala il terzetto avanza di alcuni passi e fa un inchino ai musicisti.

## Discografia
- 1986: I Suonatori delle Quattro Province - Musica tradizionale dell'Appennino—Robi Droli
- 1987: Baraban - I canti rituali, i balli, il piffero—ACB
- 1994: Stefano Valla/Franco Guglielmetti - Traditions of the oboe = Traditions du piffero—Silex mosaïque
- 2002: Stefano Faravelli/Franco Guglielmetti - Antiquae: danze delle 4 Province—Spazio libero
- 2006: Musicisti Vari  - Le tradizioni musicali delle  Quattro Province—SOPRIP